# 王卫庆
王卫庆（？—），女，中国内分泌病学及代谢病学专家，上海交通大学医学院附属瑞金医院内分泌科主任，教授、博士生导师，中国医学科学院学术咨询委员会学部委员。